# Zettlitz (Marktzeuln)
Zettlitz ist ein Ortsteil des oberfränkischen Marktes Marktzeuln im Landkreis Lichtenfels.

## Geografie
Das Dorf liegt etwa neun Kilometer östlich von Lichtenfels in der Nähe der Vereinigung der Rodach mit dem Main. Der Zehntgraben fließt durch den in der Rodachaue tiefer gelegenen Dorfteil. Durch Zettlitz führt die Staatsstraße 2191 von Marktzeuln zur Bundesstraße 289. An dem Ort führt die Bundesstraße 173 von Lichtenfels nach Kronach vorbei.

## Geschichte
Der erste urkundliche Erwähnung war 1249, als Iring von Kunstadt dem Kloster Langheim als Wiedergutmachungsleistung seinen Hof in „Cedeliz“ anbot. 1250 verzichteten Dietrich von Kunstadt und seine Schwestern auf die Hälfte von „Cedeliz“ zugunsten Kloster Langheims.
Im Jahr 1801 bestand Zettlitz aus einer Post und einem Wirtshaus. Sechs abseits liegende Häuser mussten ihre Steuern beim Lichtenfelser Amt des Hochstifts Bamberg entrichten, zehn mit Haus und Stadel bebaute Lehen sowie das Wirtshaus waren dem Weismainer Amt steuerpflichtig. Das Gebiet und das Zentgericht gehörten dem Hochstift, die Dorf-, Gemeinde-, Lehen- und Vogteiherrschaft sowie dreiviertel vom Zehnten dem Kloster Langheim.
1818 gehörte Zettlitz zum Obermainkreis. 1862 folgte die Eingliederung des Dorfes in das neu geschaffene bayerische Bezirksamt Lichtenfels.
1875 erfolgte die amtliche Umbenennung von Zettlitz das obere, in Zettlitz. Der Ort zählte 166 Einwohner und 60 Gebäude. Das Dorf gehörte zum katholischen Schul- und Kirchensprengel vom ein Kilometer entfernten Marktzeuln und zum evangelischen Schul- und Kirchensprengel vom 1,5 Kilometer entfernten Obristfeld. Im Jahr 1900 umfasste die Landgemeinde Zettlitz einschließlich des Gemeindeteils Horb am Main eine Fläche von 248,6 Hektar, 257 Einwohner, von denen 145 katholisch und 111 protestantisch waren, sowie 47 Wohngebäude. 129 Personen lebten in Zettlitz in 20 Wohngebäuden. 1925 lebten in dem Ort 151 Personen in 23 Wohngebäuden. 1950 hatte das Dorf 194 Einwohner und 27 Wohngebäude. Im Jahr 1970 zählte Zettlitz 179 Einwohner und 1987 122 Einwohner sowie 37 Wohngebäude mit 47 Wohnungen.
Die Eingemeindung nach Marktzeuln fand am 1. Juli 1977 statt. Eine Freiwillige Feuerwehr bestand von 1903 bis 2015.

## Sehenswürdigkeiten

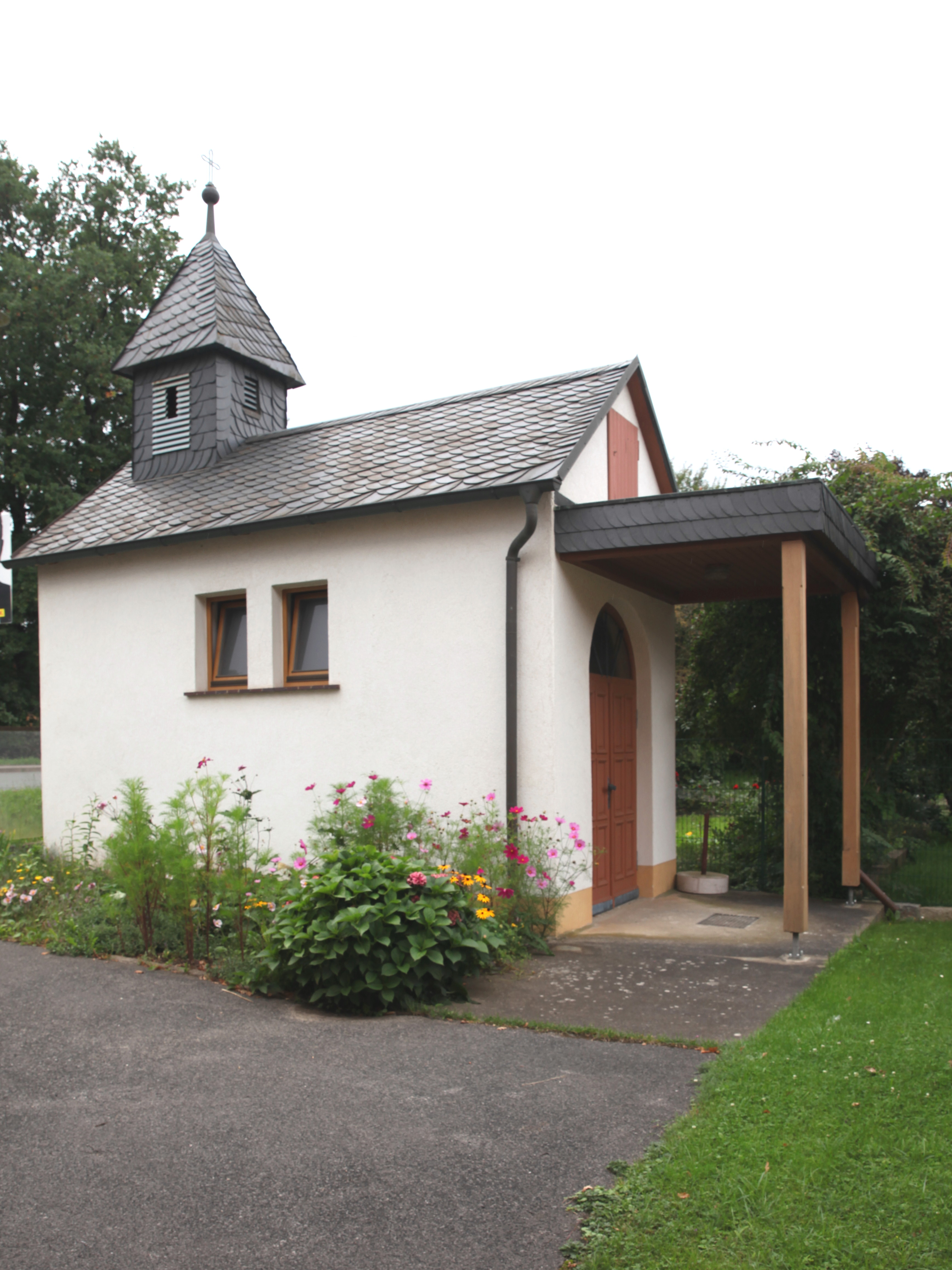
Katholische Kapelle

Die katholische Kapelle an der Hauptstraße, ein rechteckiger Putzbau mit Satteldach und Dachreiter, stammt aus der ersten Hälfte 19. Jahrhunderts
In der Bayerischen Denkmalliste sind für Zettlitz weitere drei Baudenkmäler aufgeführt.